# Campeonato Europeo de Lucha de 1967
El XX Campeonato Europeo de Lucha se celebró en el año 1967 en dos sedes distintas. Las competiciones de lucha grecorromana en Minsk (Unión Soviética) y las de lucha libre en Estambul (Turquía).

## Resultados

### Lucha grecorromana
| Evento | Oro                     | Plata                  | Bronce                    |
| ------ | ----------------------- | ---------------------- | ------------------------- |
| 52 kg  | Petar Kirov Bulgaria    | Serguei Rybalko URSS   | Rolf Lacour RFA           |
| 57 kg  | János Varga · Hungría   | Hartmut Puls RDA       | Rustem Kazakov URSS       |
| 63 kg  | Simion Popescu Rumania  | Serguei Agamov URSS    | Jiří Švec Checoslovaquia  |
| 70 kg  | Guennadi Sapunov URSS   | Eero Tapio · Finlandia | Klaus-Jürgen Pohl RDA     |
| 78 kg  | Sırrı Acar Turquía      | Ion Ţăranu Rumania     | Gueorgui Vershinin URSS   |
| 87 kg  | Alexandr Yurkevich URSS | Lothar Metz RDA        | Gheorghe Popovici Rumania |
| 97 kg  | Ferenc Kiss · Hungría   | Vasili Merkulov URSS   | Per Svensson · Suecia     |
| +97 kg | István Kozma · Hungría  | Nikolai Shmakov URSS   | Petr Kment Checoslovaquia |

### Lucha libre
| Evento | Oro                     | Plata                      | Bronce                   |
| ------ | ----------------------- | -------------------------- | ------------------------ |
| 52 kg  | Mehmet Esenceli Turquía | Bayu Baev Bulgaria         | Jürgen Kalkowski RDA     |
| 57 kg  | Hasan Sevinç Turquía    | Yancho Patrikov Bulgaria   | Niculae Cristea Rumania  |
| 63 kg  | Nihat Kabanlı Turquía   | Mladen Gueorguiev Bulgaria | Petre Coman Rumania      |
| 70 kg  | Zarbeg Beriashvili URSS | Jan Karlsson · Suecia      | Eniu Valchev Bulgaria    |
| 78 kg  | Yuri Shajmuradov URSS   | Mahmut Atalay Turquía      | Károly Bajkó · Hungría   |
| 87 kg  | Boris Gurevich URSS     | Francisc Balla Rumania     | Prodan Gardzhev Bulgaria |
| 97 kg  | Ahmet Ayık Turquía      | Shota Lomidze URSS         | Chusni Jusniev Bulgaria  |
| +97 kg | Wilfried Dietrich RFA   | Osman Duraliev Bulgaria    | Vladimir Saunin URSS     |

## Medallero
| Núm. | País           | Oro | Plata | Bronce | Total |
| ---- | -------------- | --- | ----- | ------ | ----- |
| 1    | URSS           | 5   | 5     | 3      | 13    |
| 2    | Turquía        | 5   | 1     | 0      | 6     |
| 3    | Hungría        | 3   | 0     | 1      | 4     |
| 4    | Bulgaria       | 1   | 4     | 3      | 8     |
| 5    | Rumania        | 1   | 2     | 3      | 6     |
| 6    | RFA            | 1   | 0     | 1      | 2     |
| 7    | RDA            | 0   | 2     | 2      | 4     |
| 8    | Suecia         | 0   | 1     | 1      | 2     |
| 9    | Finlandia      | 0   | 1     | 0      | 1     |
| 10   | Checoslovaquia | 0   | 0     | 2      | 2     |
|      | TOTAL          | 16  | 16    | 16     | 48    |